# Manuel Almanza
Manuel Almanza är en ort i Mexiko.   Den ligger i kommunen Álamo Temapache och delstaten Veracruz, i den sydöstra delen av landet, 210 km nordost om huvudstaden Mexico City. Manuel Almanza ligger 91 meter över havet och antalet invånare är 462.
Terrängen runt Manuel Almanza är platt åt nordost, men åt sydväst är den kuperad. Runt Manuel Almanza är det ganska tätbefolkat, med 62 invånare per kvadratkilometer. Närmaste större samhälle är La Ceiba, 16,8 km söder om Manuel Almanza. Trakten runt Manuel Almanza består till största delen av jordbruksmark.